# Lereby Produções
Lereby Produções é uma produtora e co-produtora de cinema, televisão e teatro tendo como sócio-diretor o renomado produtor Daniel Filho. A Lereby está associada às maiores bilheterias de filmes brasileiros como Dois Filhos de Francisco, Se Eu Fosse Você e Cidade de Deus. Seus filmes produzidos, co-produzidos e dirigidos já tiveram um alcance de 45 milhões de espectadores.

## História
Com uma carreira dedicada quase inteiramente a televisão, só esporadicamente ao cinema e teatro, Daniel Filho, renomado profissional de cinema e televisão, atua na área de produção audiovisual desde 1952 e em 1955 trabalhou no seu primeiro longa-metragem e em 1964 começa a dirigir em cinema e televisão. A partir de 1996 abriu esta produtora cinematográfica, e passou a trabalhar exclusivamente para ela. A Lereby efetivamente foi criada em 1998 com objetivo de contribuir para a indústria audiovisual.
Usando a prática adquirida em comunicação e o conhecimento cinematográfico, desde seu início como produtora e co-produtora, a Lereby está associada a filmes de importância cultural e as maiores bilheterias brasileiras. Sua parceria com a Globo Filmes é constante na qual Daniel Filho possui um estreito relacionamento desde 1966 com a Rede Globo e lá exerceu influência em todas as funções criativas, em todos os gêneros de programas e ocupou o cargo de Diretor Geral de Produção e Criação.   

## Principais trabalhos

### No cinema
| Ano  | Título                                          | Notas        |
| ---- | ----------------------------------------------- | ------------ |
| 2005 | 2 Filhos de Francisco                           |              |
| 2010 | 400 Contra 1 - Uma História do Crime Organizado |              |
| 1969 | A Cama ao Alcance de Todos                      |              |
| 2008 | A Casa da Mãe Joana                             |              |
| 2004 | A Dona da História                              |              |
| 2008 | A Guerra dos Rocha                              |              |
| 2009 | A Mulher Invisível                              |              |
| 2001 | A Partilha                                      |              |
| 2006 | Anjos do Sol                                    |              |
| 2008 | Bodas de Papel                                  |              |
| 2010 | Bróder                                          |              |
| 2007 | Caixa 2                                         |              |
| 2001 | Caramuru - A Invenção do Brasil                 |              |
| 2003 | Carandiru                                       |              |
| 2007 | Cartola - Música para os Olhos                  |              |
| 2005 | Casa de Areia                                   |              |
| 2004 | Cazuza – O Tempo não Para                       |              |
| 2008 | Chega de Saudade                                |              |
| 2010 | Chico Xavier                                    |              |
| 2002 | Cidade de Deus                                  |              |
| 2009 | Divã                                            |              |
| 2016 | É Fada!                                         |              |
| 2008 | Era uma Vez...                                  |              |
| 2007 | Inesquecível                                    |              |
| 2006 | Irma Vap - O Retorno                            |              |
| 2006 | Muito Gelo e Dois Dedos d'Água                  |              |
| 2007 | Não por Acaso                                   |              |
| 2006 | O Ano em que Meus Pais Saíram de Férias         |              |
| 2000 | O Auto da Compadecida                           |              |
| 2003 | O Caminho das Nuvens                            |              |
| 1983 | O Cangaceiro Trapalhão                          |              |
| 2006 | O Cavaleiro Didi e a Princesa Lili              |              |
| 2010 | O Homem Que Engarrafava Nuvens                  |              |
| 2006 | O Maior Amor do Mundo                           |              |
| 2007 | O Signo da Cidade                               |              |
| 1999 | Orfeu                                           |              |
| 2007 | Os Porralokinhas                                |              |
| —    | Paulo Gracindo - O Bem Amado                    | Documentário |
| 1969 | Pobre Príncipe Encantado                        |              |
| 2008 | Polaroides Urbanas                              |              |
| 2007 | Primo Basílio                                   |              |
| 2004 | Querido Estranho                                |              |
| 2004 | Redentor                                        |              |
| 2006 | Se Eu Fosse Você                                |              |
| 2008 | Se Eu Fosse Você 2                              |              |
| 2004 | Sexo, Amor e Traição                            |              |
| —    | Surf Adventures 2                               | Documentário |
| 2005 | Tainá 2 - A Aventura Continua                   |              |
| 2009 | Tempos de Paz                                   |              |
| 2005 | Vinícius                                        | Documentário |
| 2004 | Viva Voz                                        |              |
| 1999 | Zoando na TV                                    |              |
| 2006 | Zuzu Angel                                      |              |
| 2010 | Amazônia Caruana                                |              |

### Na televisão
| Ano  | Título              | Notas                   |
| ---- | ------------------- | ----------------------- |
| 2010 | As Cariocas         |                         |
| —    | Mudando de Conversa | Programa de Entrevistas |
| 2012 | As Brasileiras      |                         |

### No teatro
| Ano | Título                    | Notas             |
| --- | ------------------------- | ----------------- |
| —   | As Mulheres da Minha Vida | Fora de Temporada |

### Outros trabalhos
| Ano  | Título                    | Notas          |
| ---- | ------------------------- | -------------- |
| 1994 | Confissões de Adolescente | Lançado em DVD |